# Tobi Pelly
Tobi Pelly Obanio (* 1958) ist ein ehemaliger sudanesischer Boxer.
Tobi Pelly trat bei den Olympischen Sommerspielen 1984 in Los Angeles und Olympischen Sommerspielen 1988 in Seoul an. Im Federgewichtsturnier 1984 schied er in seinem Erstundenkampf gegen Paul Fitzgerald aus. Im Leichtgewichtsturnier 1988 unterlag er, nach einem Freilos ist Runde 1, in der 2. Runde Kassim Traoré.